# Kandice Esther
Pour les articles homonymes, voir Esther.
 (janvier 2021).
 (janvier 2021).
La mise en forme du texte ne suit pas les recommandations de Wikipédia : il faut le « wikifier ».
Les points d'amélioration suivants sont les cas les plus fréquents :
- Les titres sont pré-formatés par le logiciel. Ils ne sont ni en capitales, ni en gras.
- Le texte ne doit pas être écrit en capitales (les noms de famille non plus), ni en gras, ni en italique, ni en « petit »…
- Le gras n'est utilisé que pour surligner le titre de l'article dans l'introduction, une seule fois.
- L'italique est rarement utilisé : mots en langue étrangère, titres d'œuvres, noms de bateaux, etc.
- Les citations ne sont pas en italique mais en corps de texte normal. Elles sont entourées par des guillemets français : « et ».
- Les listes à puces sont à éviter, des paragraphes rédigés étant largement préférés. Les tableaux sont à réserver à la présentation de données structurées (résultats, etc.).
- Les appels de note de bas de page (petits chiffres en exposant, introduits par l'outil «  Source ») sont à placer entre la fin de phrase et le point final[comme ça].
- Les liens internes (vers d'autres articles de Wikipédia) sont à choisir avec parcimonie. Créez des liens vers des articles approfondissant le sujet. Les termes génériques sans rapport avec le sujet sont à éviter, ainsi que les répétitions de liens vers un même terme.
- Les liens externes sont à placer uniquement dans une section « Liens externes », à la fin de l'article. Ces liens sont à choisir avec parcimonie suivant les règles définies. Si un lien sert de source à l'article, son insertion dans le texte est à faire par les notes de bas de page.
- La présentation des références doit suivre les conventions bibliographiques. Il est recommandé d'utiliser les modèles {{Ouvrage}}, {{Chapitre}}, {{Article}}, {{Lien web}} et/ou {{Bibliographie}}. Le mode d'édition visuel peut mettre en forme automatiquement les références.
- Insérer une infobox (cadre d'informations à droite) n'est pas obligatoire pour parachever la mise en page.

Pour une aide détaillée, merci de consulter Aide:Wikification.
Si vous pensez que ces points ont été résolus, vous pouvez retirer ce bandeau et améliorer la mise en forme d'un autre article.
 (janvier 2021).
Kandice Esther ou encore Kandice, de son vrai nom Patricia Dominique Koulaï, née le 29 juin 1976 à Abidjan en Côte d'Ivoire est une artiste-chanteuse, auteure-compositrice, ex mannequin et coach vocal ivoirienne abordant un style musical varié: R&B, Gospel, Coupé-décalé, Soul…
Elle tire sa passion pour le chant de sa mère qui exerce la profession de griot dans l’ouest de la Côte d’Ivoire. Après une année à étudier le Droit à l’université de Rouen, puis une formation en tourisme et voyagiste, elle revient à sa passion première: La musique.

## Carrière
Sous l’influence de grandes pointures de la musique telles que Whitney Houston, Céline Dion et Angélique Kidjo, à 8 ans elle commence la chanson au sein d’une chorale de la ville de Yopougon « La maîtrise de Yopougon » et dans l’émission « Les grandes voix chantent Noël» diffusée sur la Radiodiffusion télévision ivoirienne. À 14 ans, Kandice fait ses premières scènes à travers des représentations théâtrales et des concours de danse où elle interprète des classiques français et africains. Deux ans plus tard, en 1997, elle s’essaie à la musique gospel au sein du groupe « Les Anges noirs d’Abidjan », ou elle est d’ailleurs lauréate de l’émission « Podium » (Concours musical organisé par la Radiodiffusion télévision ivoirienne). L’année suivante, elle intègre le groupe « Afrique Tempo » dans lequel elle interprète des styles musicaux variés. Un groupe qui effectue des tournées au Ghana, au Sénégal, au Bénin et au Burkina Faso.
En 2000, dans l’optique d’internationaliser sa carrière de chanteuse professionnelle, elle s’envole pour l’Europe. Elle anime notamment à Paris, Bruxelles et Londres des soirées événementielles et privées au sein de différents groupes, dont: « Les mélomanes de Paris », « Suprême orchestre », « Platinium Production », Bobby Setter Band. Elle y est aussi choriste de studio, chanteuse et interprète pour de nombreux artistes. Riche de ces expériences, elle se tourne vers l’écriture et la composition et enregistre son premier album solo Afro Soul intitulé « Tobina » en 2004.
Toujours dans le domaine artistique, elle a été mannequin pour l’agence Linda line Paris de 2003 à 2006, égérie de la marque de cosmétique Black O pal et la ligne de lingerie Aubade.
Après avoir produit 2 albums et une vingtaine de singles, elle fait des concerts avec le plus grand groupe européen de Gospel Gospel pour 100 voix au Dôme de Paris - Palais des Sports et au Zénith de Toulouse, un concert live au New Morning de Paris en 2019. Elle sort en 2020 un troisième album de 20 titres intitulé « Dernier mot », avec des titres tel que: « déjà gagné » et « dernier mot ».

## Prix et distinction

### Prix
- 2004 : Meilleur révélation féminine musique urbaine de Côte d’Ivoire
- 2014 : Prix du meilleur clip vidéo Afrique Antilles pour le clip vidéo de sa chanson « Ne me cherche pas »

### Distinctions
En 2004, avec son 1er single Tobina, elle fait la couverture de plusieurs magazines locaux tels que: « Top visage », « Star Magazine », « Déclic Magazine ». Mais aussi celle du magazine de renom Amina.
Le 5 décembre 2008, elle fait un concert live au Palais de la culture d'Abidjan devant 2000 spectateurs.
Son single Banhi sorti en 2010 a été choisi pour l’émission de divertissement Variétoscope.

## Discographie

### Albums
- 2004 : Tobina
- 2007 : Diva
- 2020 : Dernier mot[2]

### Singles
- 2004 : Tobina
- 2004 : Wouliè
- 2007 : Je t’aime
- 2008 : Mario (stop les mytho) reprise de Franco Makiadi
- 2009 : Gigolo
- 2010 : Banhi
- 2014 : Ne me cherches pas
- 2014 : Tchiee[4]
- 2014 : Guela Assè[4]
- 2014 : Terminus[3]
- 2017 : O secours (feat Mix Premier)
- 2019 : Nagodé
- 2020 : Dernier mot[5]
- 2020 : Déjà gagné